# Lunners kyrka

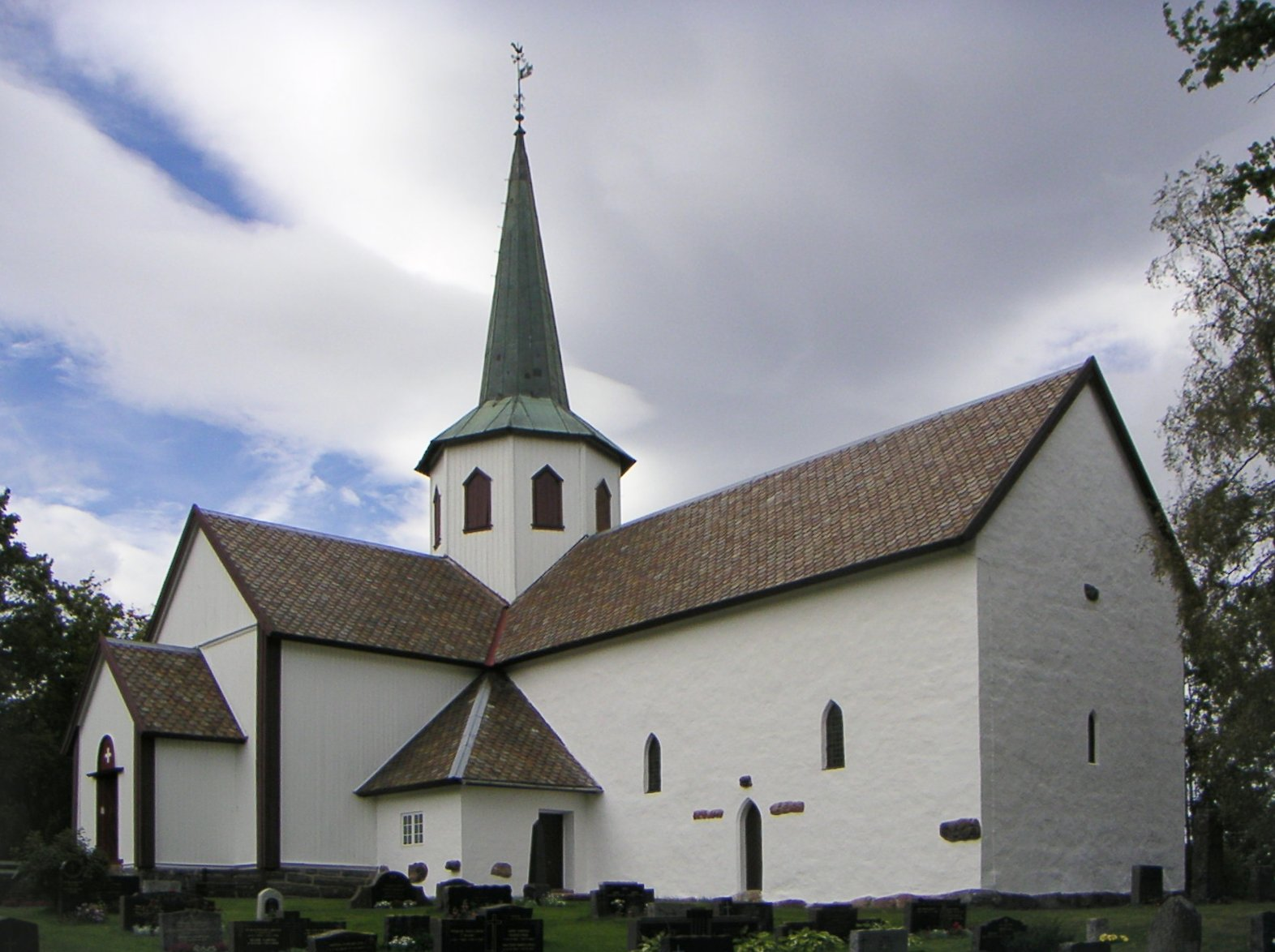
Lunners kyrka.

Lunners kyrka (norska: Lunner kirke) är en kyrkobyggnad som ligger i Lunners kommun i landskapet Hadeland i Innlandet fylke i Norge. Kyrkan är placerad på en höjdrygg högt över dalen i öster. En uråldrig, kulturminnesskyddad landsväg går fram uppe på höjden och denna sammanbinder Hadelands medeltida stenkyrkor Lunner, Granavollen och Tingelstad.
Lunners kyrkas äldsta delar kan föras tillbaka till 1100-talet. Den första stenkyrkan utgjordes av ett högt långhus och ett mindre kor i öster. I väster fanns tidigare ett runt stentorn i direkt anslutning till kyrkobyggnaden. Befolkningsökningen under senare delen av 1700-talet gjorde att den medeltida kyrkan behövde utökas. 1787 revs tornet och på dess plats påbyggdes den gamla kyrkan med en träbyggnad. Det gamla koret försvann också medan det gamla långhuset fick en ny användning som kor. 
Det som gör Lunners kyrka till en i dag historiskt sevärd plats är de nio stenskulpturer som finns inmurade i de äldsta murarna. Här finns änglarna, kämpande lejon, en kentaur som spänner sin båge och olika manshuvuden. För att sitta i en vanlig norsk sockenkyrka är dessa stenskulpturer mycket ovanliga. Eventuellt kan dessa skulpturer komma från den äldsta Mariakyrkan på Granavollen vilken revs i slutet av 1100-talet.

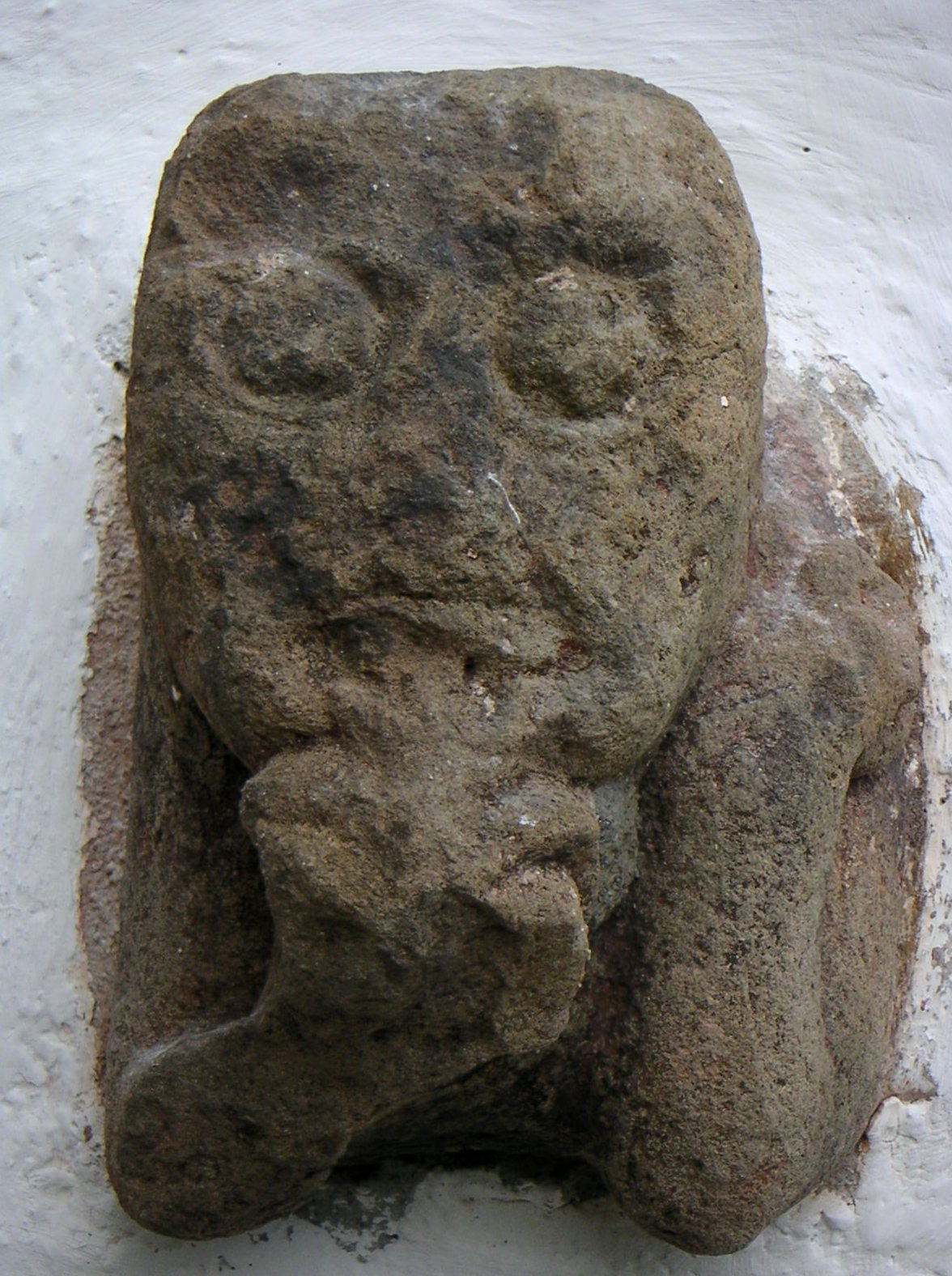
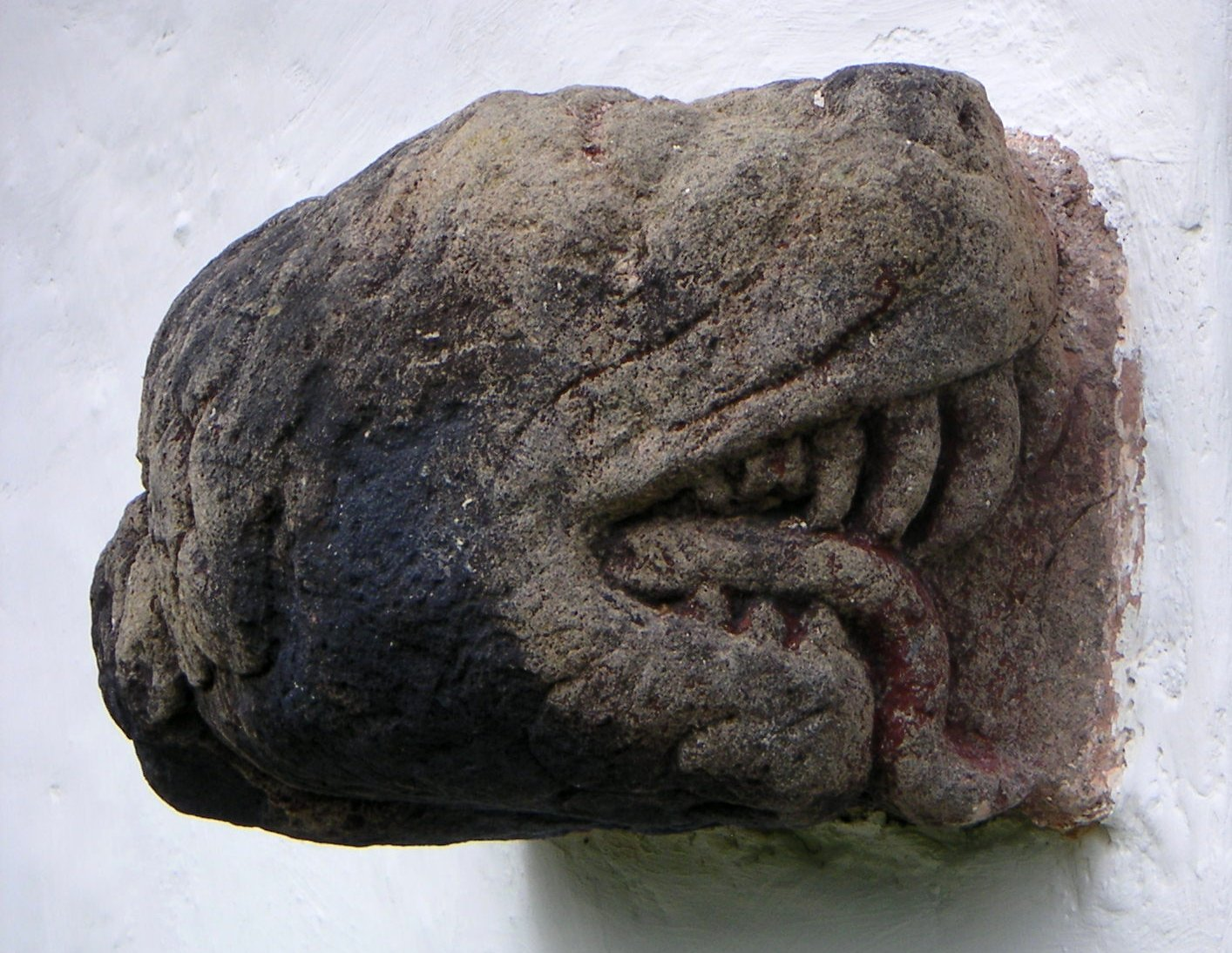
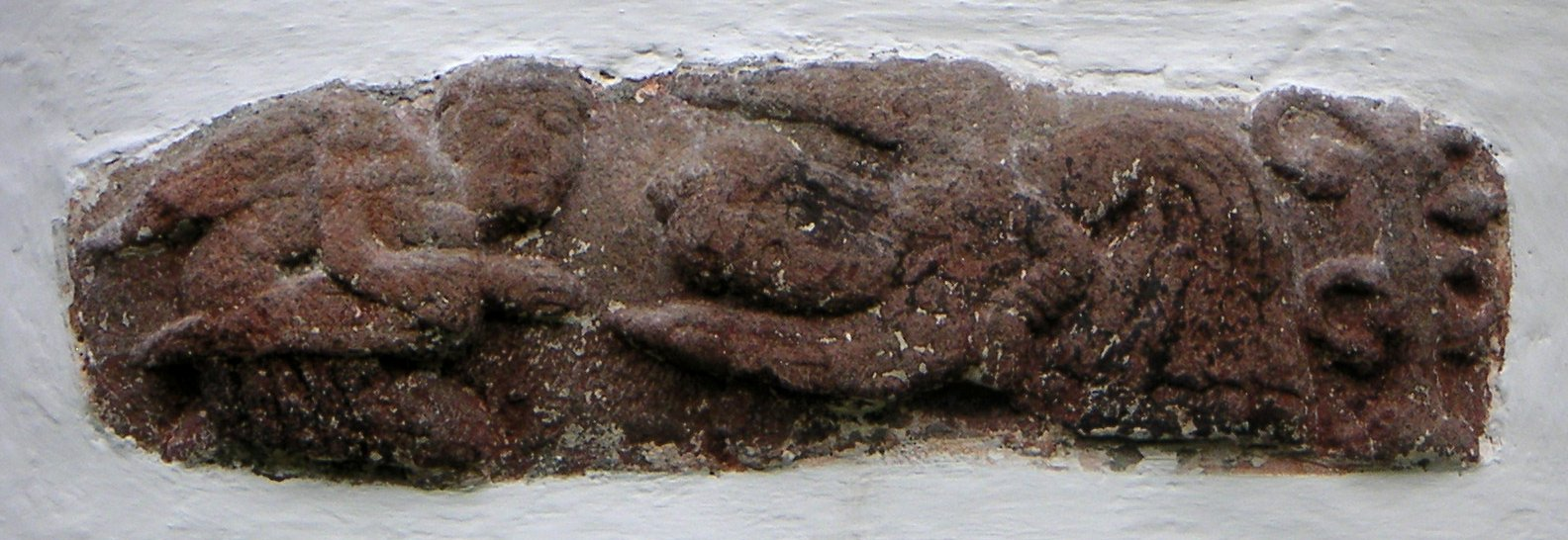